# MiniDisc
MiniDisc (MD) é um disco ótico de armazenamento de dados. É utilizado normalmente para armazenamento de áudio digital. A tecnologia foi anunciada pela Sony em 1991 e introduzida em 12 de Janeiro de 1992. O MiniDisc tinha como objetivo repassar o áudio de analógico, como é armazenado num cassete (tape) para o sistema digital de alta fidelidade.
MD Data, uma versão para armazenar dados de computador foi anunciada pela Sony em 1993, mas isso nunca obteve um grande significado, então, hoje os MDs são usados primariamente para armazenar áudio.
Embora o MiniDisc tenha tido sucesso, ele não surpreendeu muito nos EUA como a Sony esperava, porém, no Japão e na Europa era um sucesso absoluto, sendo muito popular. O algum do pouco sucesso nos EUA também era devido ao alto custo na produção de álbuns em MD, alguns álbuns foram realizados pela própria Sony, mas com o tempo houve uma descontinuidade do processo. O produto (MD) foi licenciado para outras companhias produzirem também, como: Aiwa, JVC, Sharp, Pioneer, Panasonic entre outras.

## Características Físicas

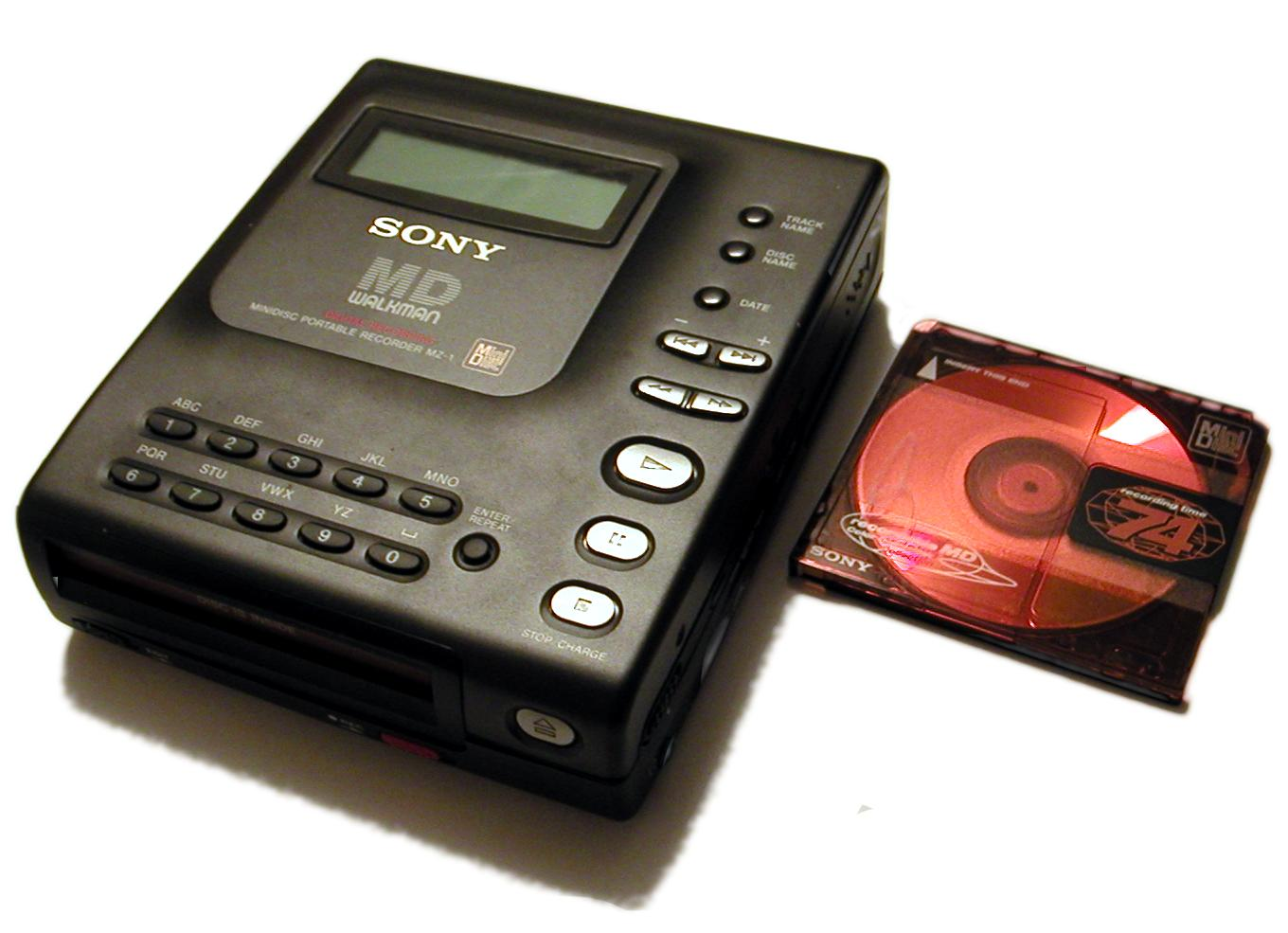
Sony MZ1, primeiro tocador de MD, lançado em 1992.

O disco é permanentemente guardado em um cartucho de 68×72×5 mm com um clip deslizante que só abre quando o disco é inserido no aparelho, sendo similar a um disquete 3"½. O disco é regravável; quando está sendo gravado algo no MD, é usada à forma magnética-óptica. O laser queima um lado do disco para fazê-lo suscetível a forma magnética para então gravar os dados. Uma cabeça magnética do outro lado do MD altera a polaridade da área "queimada", gravando os dados digitalmente no MD. Quando for feita a leitura dos dados armazenados, a luz do laser identifica o local alterado magneticamente e assim interpreta os dados como 1 ou 0 na linguagem digital. De acordo com a Sony, MDs regraváveis podem ser regravados até 1 milhão de vezes.
Os MDs possuem um processo de leitura óptica do qual a qualidade se aproxima aos CDs, sendo o MD fisicamente diferente.
MiniDiscs usam sistema regravável por meio de magnetismo-optico para armazenar os dados. Diferente de Cassete ou analógico Compact Audio Cassette, o MD é acessível aleatoriamente, tornando o acesso às músicas muito rápido. No começo do MD é gravada uma faixa que contém todas as informações sobre as posições de todas as tracks (faixas), pois quando somente algumas músicas são apagadas e outras são gravadas no lugar, será gravado nessa faixa inicial a posição dessas novas músicas, mesmo que tenham sido armazenadas em grupos diferentes.
É importante dizer também que já existe o Hi-MD da Sony, ele pode armazenar até 45 horas de músicas no formato ATRACplus3 em 1 Gb de espaço para armazenamento.

## Compressão

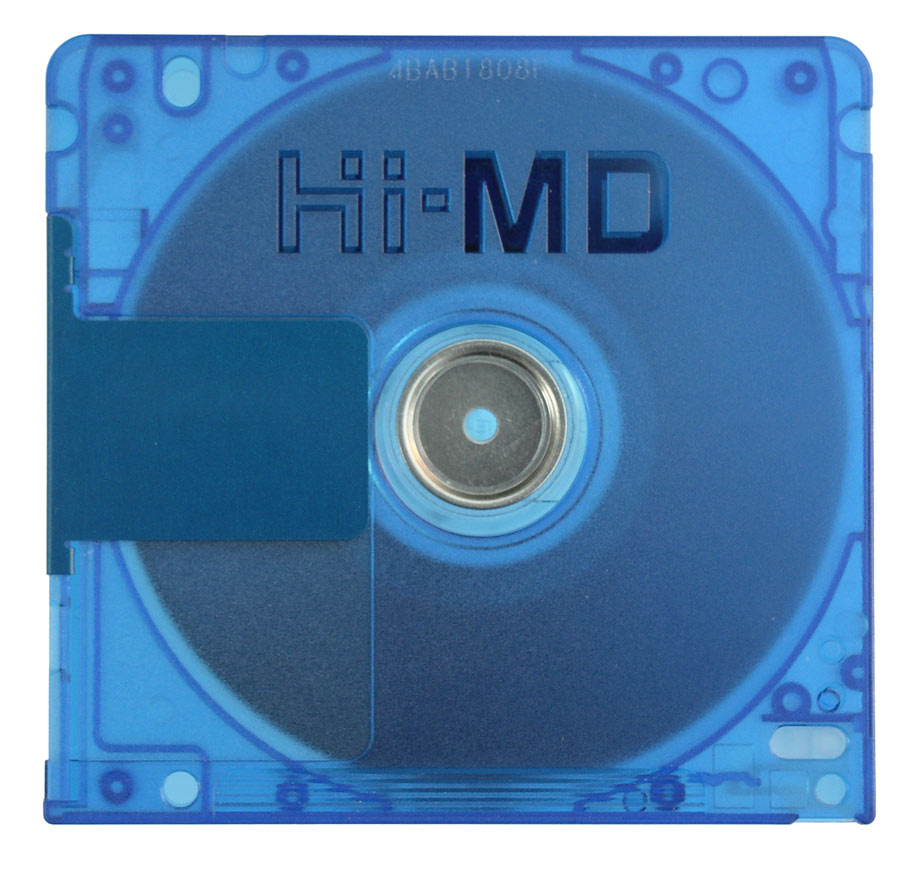
MiniDisc Hi-MD

O audio num MD é comprimido no formato ATRAC (Adaptive Transform Acoustic Coding). Um CD tem uma descompressão de 16 bits stereo linear PCM audio. A descompressão do codec ATRAC não terá a mesma qualidade que a música tinha antes de ser comprimida, mesmo que ao ouvir a música pareça igual. A última versão da Sony é o ATRAC3plus, Sharp, Panasonic, Sanyo e Pioneer tem seus próprios formatos, porém eles são interpolados, diferente do princípio do Codec da Sony.
Atualmente não são mais fabricados, muitas radios usam para suas gravações de propaganda.

## Modos de Gravação

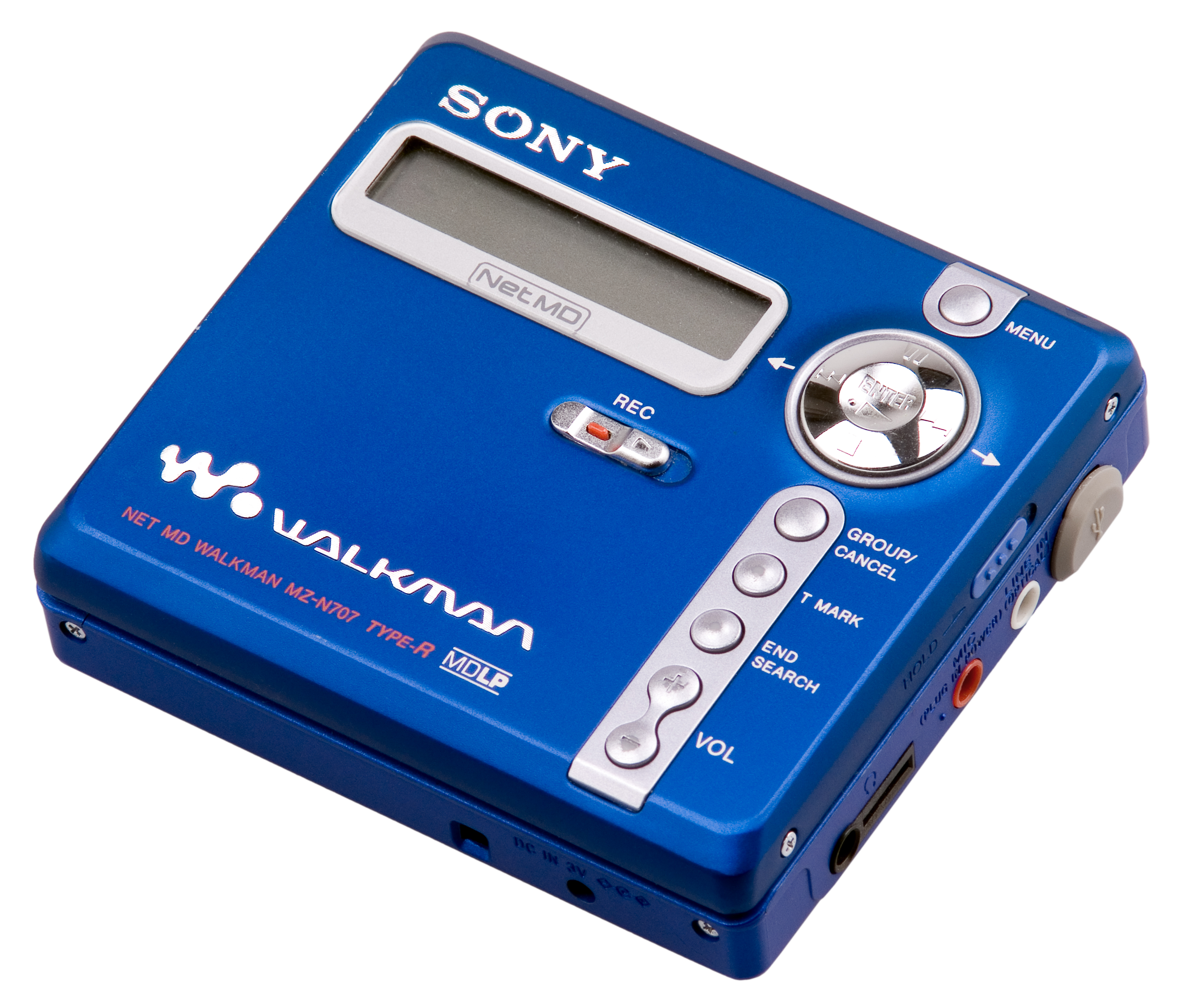
Tocador Sony NetMD.

Os modos em verde são disponíveis para gravar normalmente no MD, enquanto os modos marcados de vermelho estão disponíveis somente para músicas compradas pela Internet e baixadas no computador. As capacidades não são oficiais da Sony. A segunda geração de MDs, a geração Hi-MD players também suportam MP3 em vários formatos de bitrates. Recentemente, 352 kbps e 192 kbps ATRAC3plus também estão disponíveis para a 1ª e 2ª geração de MDs.
| Nome      | Bitrate (kbit/s) | Codec      | Disponibilidade e Capacidade (min) | Disponibilidade e Capacidade (min) | Disponibilidade e Capacidade (min) | Disponibilidade e Capacidade (min)  | Disponibilidade e Capacidade (min) |
| Nome      | Bitrate (kbit/s) | Codec      | Standard player (SD)               | MDLP player (LP2, LP4)             | Hi-MD player                       | Hi-MD player                        | Hi-MD player                       |
| Nome      | Bitrate (kbit/s) | Codec      | disco de 80 min                    | disco de 80 min                    | disco de 80 min                    | disco de 80 min (formatado no HiMD) | disco de 1 GB Hi-MD                |
| --------- | ---------------- | ---------- | ---------------------------------- | ---------------------------------- | ---------------------------------- | ----------------------------------- | ---------------------------------- |
| Stereo SP | 292              | ATRAC      | 80                                 | 80                                 | 80                                 | n/a                                 | n/a                                |
| Mono SP   | 146              | ATRAC      | 160                                | 160                                | 160                                | n/a                                 | n/a                                |
| LP2       | 132              | ATRAC3     | n/a                                | 160                                | 160                                | 290                                 | 990                                |
| -         | 105              | ATRAC3     | n/a                                | 160                                | 160                                | 370                                 | 1250                               |
| LP4       | 66               | ATRAC3     | n/a                                | 320                                | 320                                | 590                                 | 1970                               |
| -         | 48               | ATRAC3plus | n/a                                | n/a                                | n/a                                | 810                                 | 2700                               |
| Hi-LP     | 64               | ATRAC3plus | n/a                                | n/a                                | n/a                                | 660                                 | 2040                               |
| Hi-SP     | 256              | ATRAC3plus | n/a                                | n/a                                | n/a                                | 160                                 | 475                                |
| PCM       | 1411.2           | Linear PCM | n/a                                | n/a                                | n/a                                | 28                                  | 94                                 |